# Laçin (Çorum)
Laçin ist eine Stadt und ein Landkreis in der türkischen Provinz Çorum. Die Stadt liegt etwa 25 Kilometer nördlich der Provinzhauptstadt Çorum. Die Stadt Laçin liegt am Südhang des Berges İnegöl Dağı, etwa vier Kilometer östlich des Flusses Kızılırmak. Sie beherbergt mehr als ein Viertel (2020: 28,7 %) der Kreisbevölkerung.

## Landkreis
Der Landkreis liegt im Nordosten der Provinz. Intern grenzt er an die Kreise Osmancık im Norden, Dodurga im Nordwesten, Oğuzlar im Westen und den zentralen Landkreis (Merkez) Çorum im Süden. Im Osten bildet der Kreis  (Provinz Amasya) die Grenze.
Der Kreis wurde 1990 aus Teilen des zentralen Landkreises (Merkez) gebildet und zwar aus den 16 Dörfern und dem Hauptort (Bucak Merkezi) des Bucak Büyüklaçin, der Belediye (Gemeinde) Büyüklaçin. Das Bucak hatte bei der letzten Volkszählung vor der Gebietsänderung (1985) eine Einwohnerzahl von 11.458, wobei davon 1009 auf die Gemeinde Büyüklaçin entfielen.
Der Landkreis umfasste Ende 2020 neben der Kreisstadt 14 Dörfer (Köy) mit durchschnittlich 230 Einwohnern. Narlı ist das größte Dorf mit 771 Einwohnern, es zählte als Belediye 1985 noch 2365 Einwohner. Mit 23 Einwohnern je Quadratkilometer beträgt die Bevölkerungsdichte des Kreises mehr als die Hälfte des Provinzdurchschnitts (43 Einw. je km²).

## Sehenswürdigkeiten
Etwa vier Kilometer südwestlich der Stadt liegt ein hellenistisches Felsgrab mit dem Namen Kapılıkaya.